# Tapura arachnoidea
Tapura arachnoidea é uma planta da família Dichapetalaceae. É endémica do Gabão.